# 莫明德沃爾山
41°42′4.49″N 23°29′28.8″E / 41.7012472°N 23.491333°E

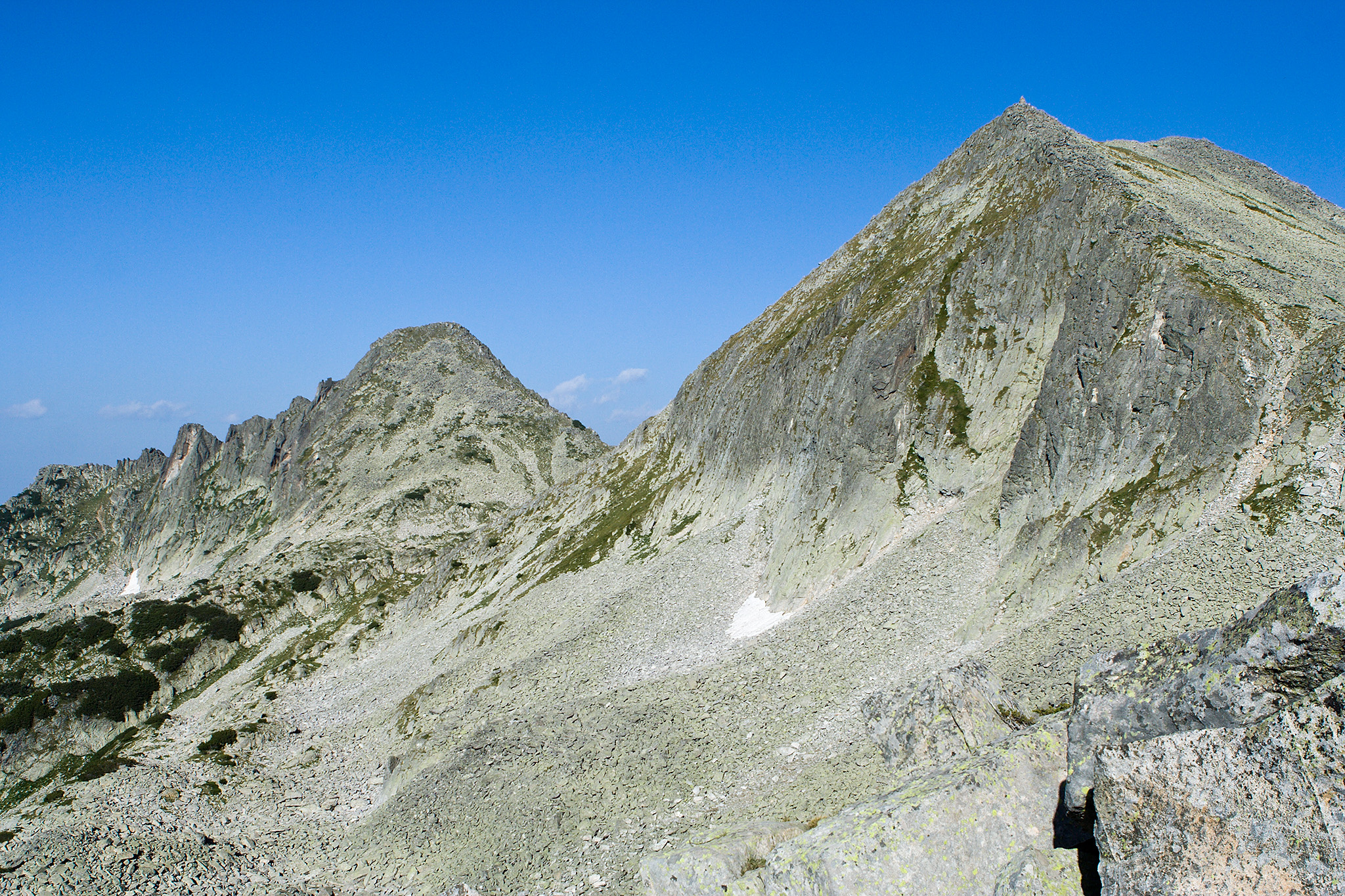

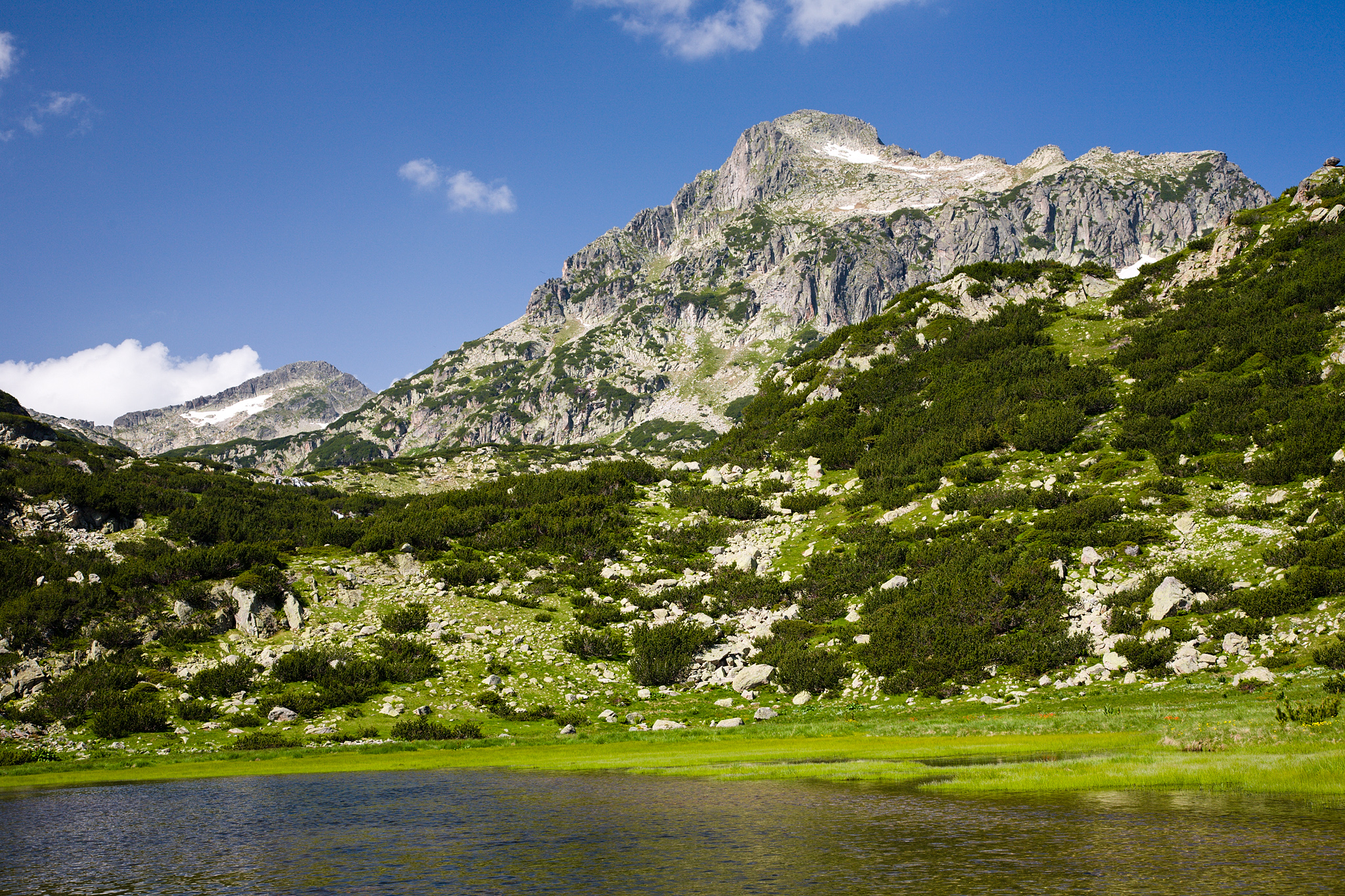

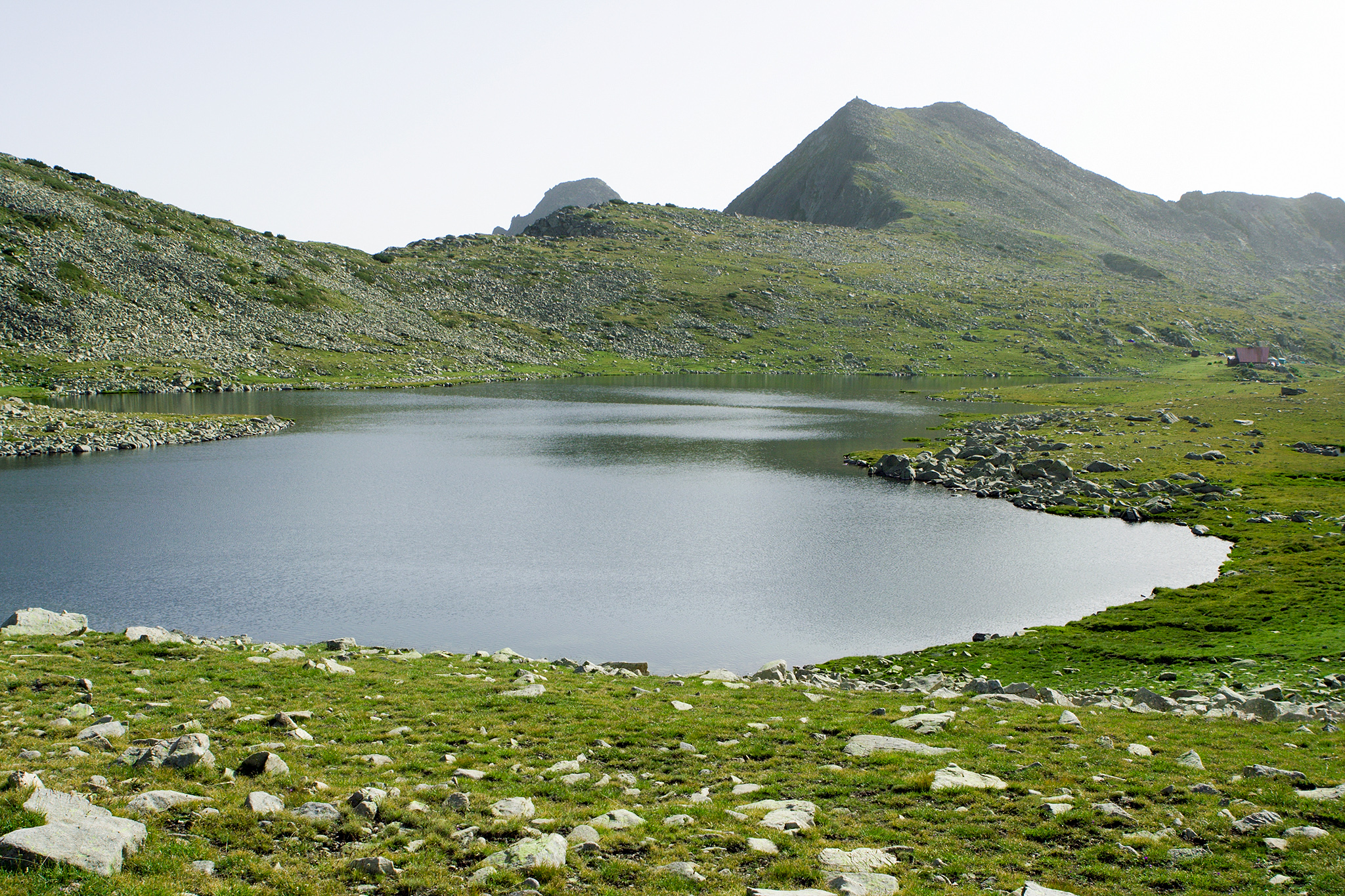

莫明德沃爾山是保加利亞的山峰，位於該國西南部，處於布拉戈耶夫格勒州，屬於皮林山脈的一部分，海拔高度2,723米，山體由花崗岩組成。